# Famille Cromot
La famille Cromot est une famille anoblie en 1761 pour faits militaires et éteinte en 1845.
Elle a compté plusieurs hauts magistrats sous l'Ancien Régime et pendant la Restauration.

## Origines
La famille Cromot est une famille bourguignonne. originaire d'Avallon. La filiation suivie remonte à Jean Cromot, vivant en 1686.
Le fils de Jean Cromot, Charles-Robert Cromot, capitaine au régiment de Tavanes, est anobli en 1761,. Il épouse Marguerite-Charlotte Boudrey, fille d’Edme Boudrey, receveur au grenier à sel d’Avallon. Ils ont seize enfants, dont l'ainé est Jules-David Cromot, baron du Bourg.

## Personnalités
- Jules-David Cromot du Bourg (1725-1786) surintendant des Finances et Bâtiments de Monsieur, futur Louis XVIII.
- Maxime de Cromot du Bourg (1756-1836), fils du précédent, officier qui participe à la guerre d'indépendance des États-Unis puis rejoint l’armée des émigrés à Coblence et sert comme aide de camp du comte de Provence de 1792 à 1796, contre la Révolution française.
- Anne David Sophie Cromot de Fougy (1760-1845), fils du premier et frère du précédent, magistrat sous l'Ancien Régime et préfet à la Restauration.

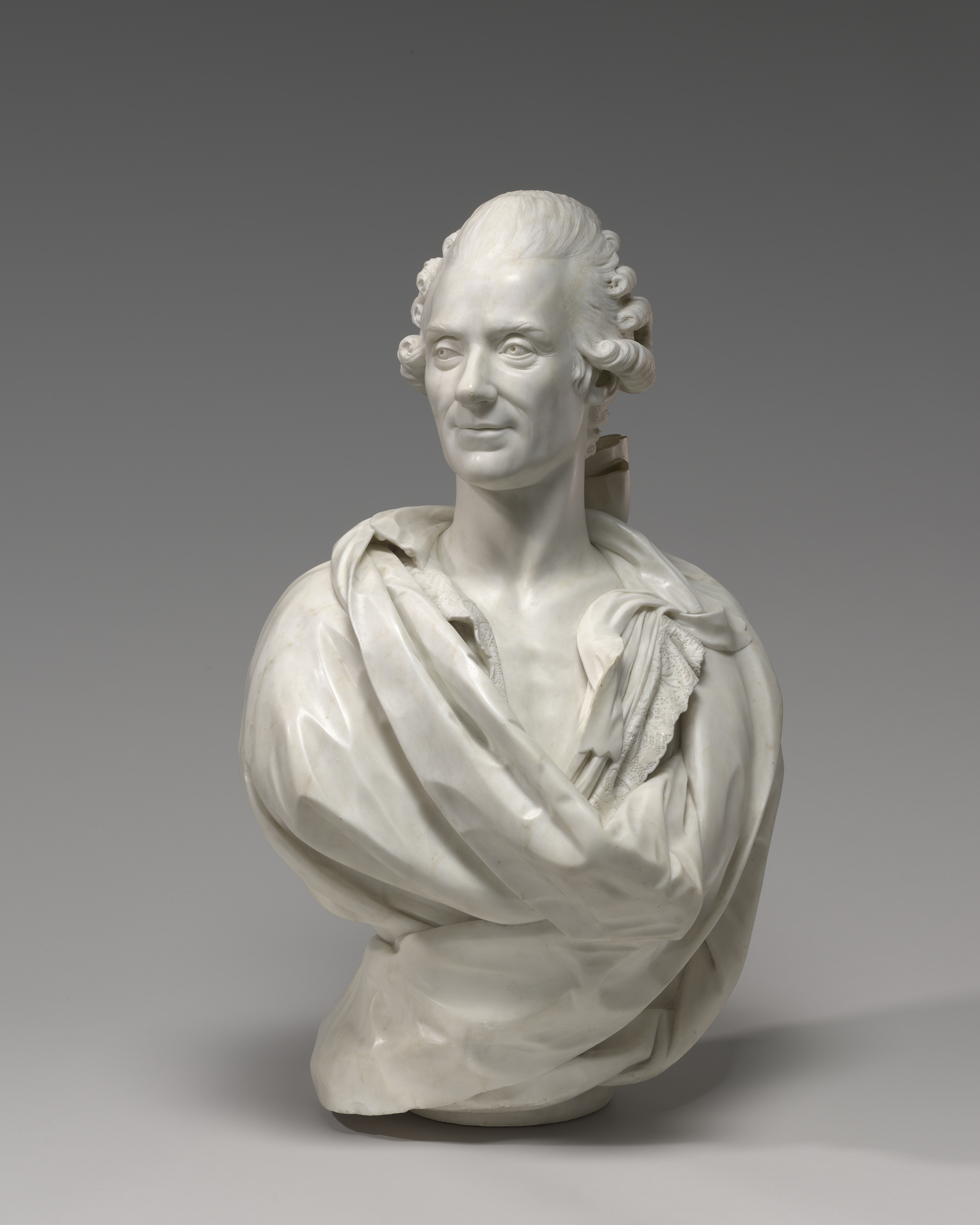
Jules-David Cromot, baron du Bourg, œuvre de Jean-Baptiste Lemoyne (1704-1778), marbre, vers 1757, Washington, National_Gallery_of_Art[5].

## Propriétés

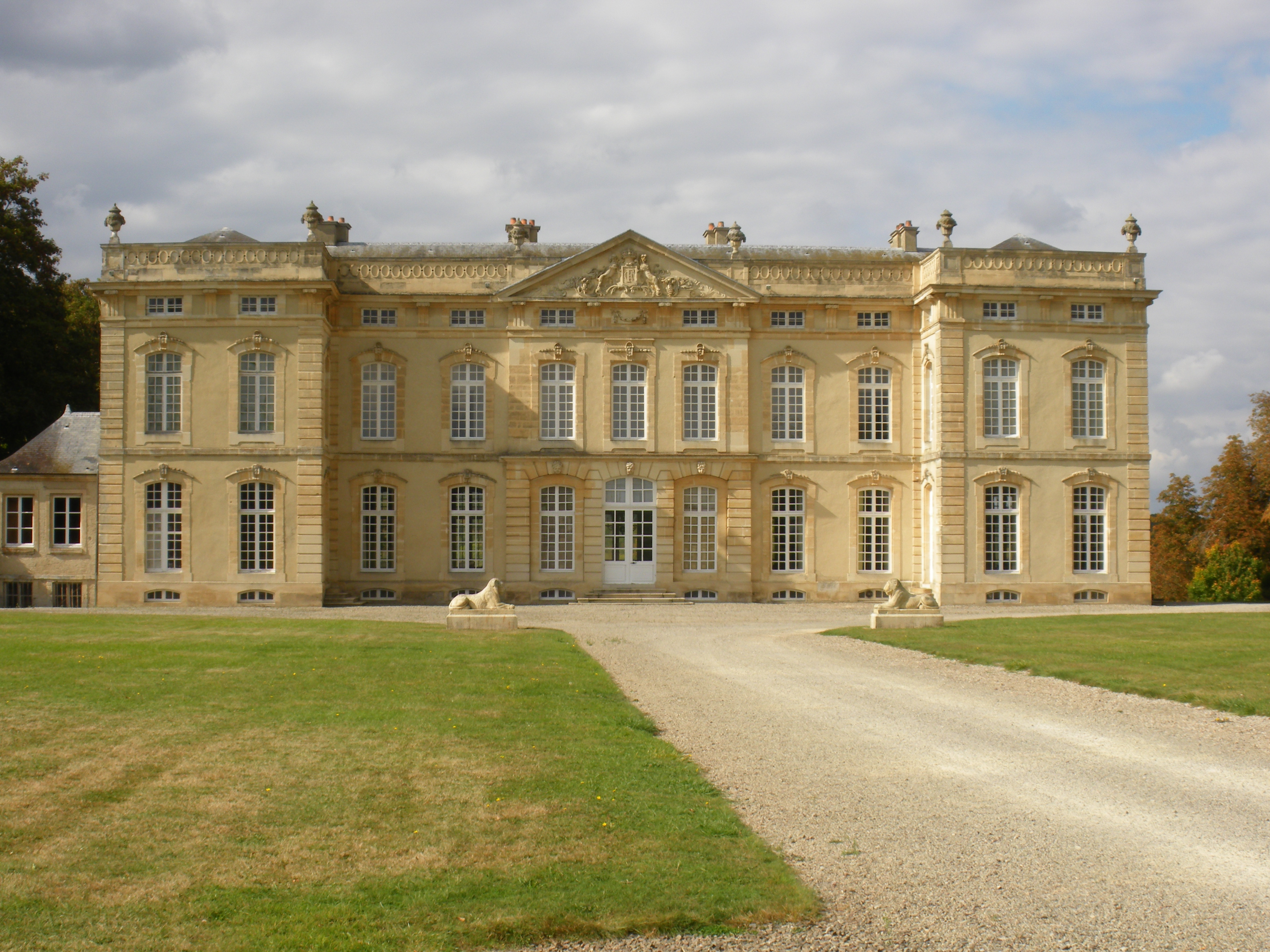
Château du Bourg-Saint-Léonard
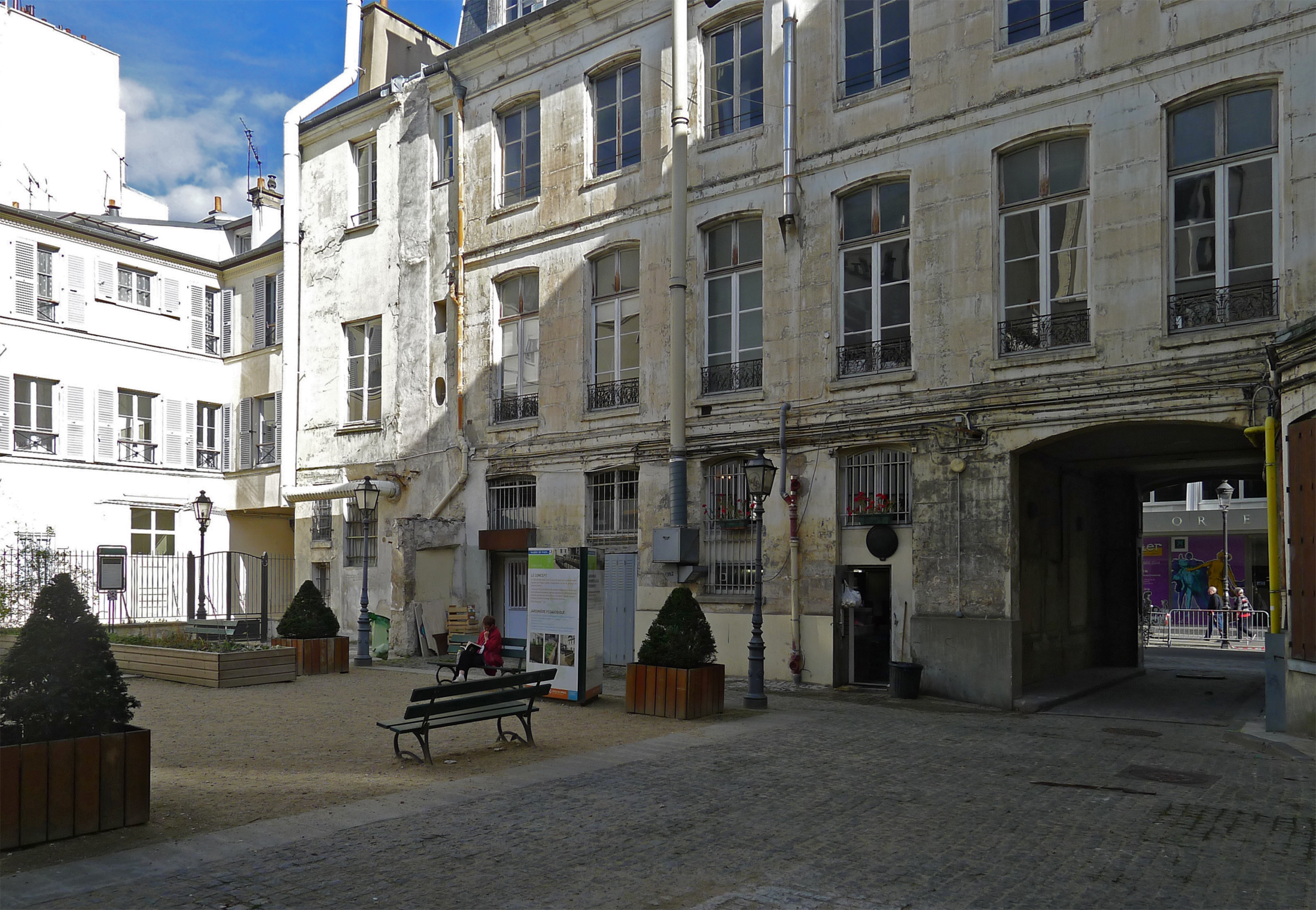
Ancien hôtel particulier Cromot de Bourg, Cour Cadet, 9 rue Cadet à Paris.

## Héraldique
D'azur au sautoir engrêlé d'or cantonné de quatre clés d'argent, les pannetons en haut.